# Sandjak de Scutari
1479–1913
Entités précédentes :
- République de Venise
- Principauté de Zeta

Entités suivantes :
- Principauté du Monténégro
- gouvernement provisoire d'Albanie

Le sandjak de Scutari ou sandjak de Shkodra (albanais: Sanxhaku i Shkodrës; serbe: Скадарски санџак; turc: İskenderiye Sancağı ou İşkodra Sancağı) est l'un des sandjaks de l'Empire ottoman. Son chef-lieu était Scutari (actuelle Shkodër).
Le sandjak est créé après la prise de Scutari par les Ottomans en 1478-1479, ville défendue par les Vénitiens, les seigneurs de Zeta et plusieurs clans albanais.

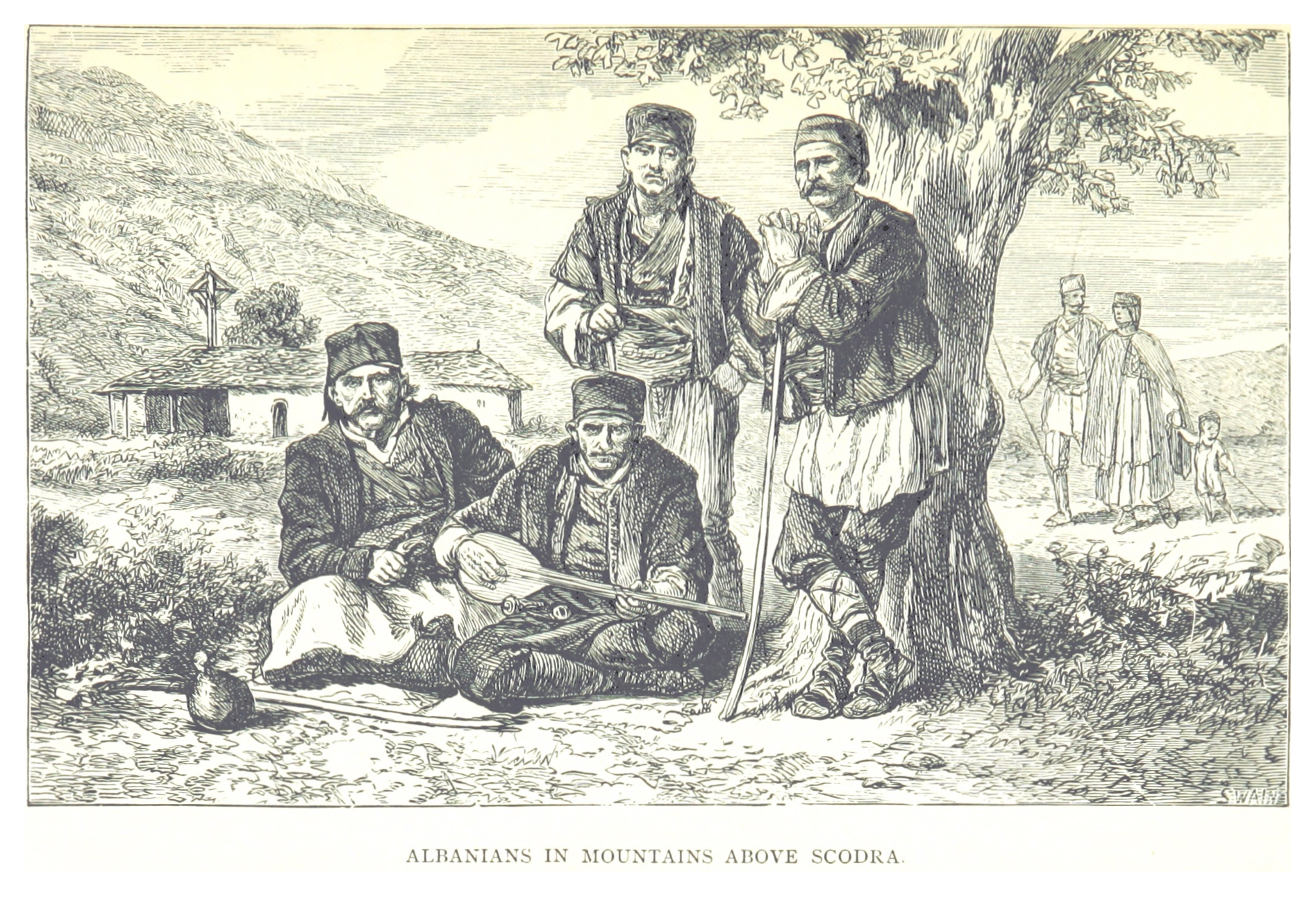
Montagnards albanais de la région de Shkodër, dessin de Georgina Muir Mackenzie, 1877

En 1867, avec le sandjak de Durrës, il forme le vilayet de Shkodra.
Pendant la première guerre balkanique de 1912-1913, la capitale est assiégée (en) par les forces monténégrines et serbes. Essad Pacha, général ottoman d'origine albanaise, rend la place aux Serbes en échange de garanties pour ses ambitions personnelles.
En 1914, le territoire du sandjak de Scutari devient une partie de la principauté d'Albanie en application du traité de Londres de 1913.

## Source
- (en) Cet article est partiellement ou en totalité issu de l’article de Wikipédia en anglais intitulé « Sanjak of Scutari » (voir la liste des auteurs).
- Conrad Malte-Brun, Géographie universelle, volume 6, livre 4 - Turquie, Paris, 1864, p.389